# Lecanorchis suginoana
Lecanorchis suginoana là một loài thực vật có hoa trong họ Lan. Loài này được (Tuyama) Seriz. mô tả khoa học đầu tiên năm 2005.